# 皮利 (若夫克瓦區)
50°7′24″N 23°52′7″E / 50.12333°N 23.86861°E
皮利（烏克蘭語：Пили），是烏克蘭西部的村莊，隸屬利維夫州的利維夫區。該村始建於1561年，面積4.3平方公里，2001年人口307，人口密度每平方公里71.4人。